# Zabriskie Point (película)
Zabriskie Point es una película de 1970 dirigida por el italiano Michelangelo Antonioni, ampliamente remarcada en su momento debido a su situación en la contracultura del final los años 1960 en los Estados Unidos. Algunas escenas de la película se rodaron en Zabriskie Point, ubicado en el Valle de la Muerte.
Fue la segunda de las tres películas habladas en inglés, para las que Antonioni había sido contratado por el productor Carlo Ponti, que fueron posteriormente distribuidas por MGM. Las otras dos películas fueron Blowup y The Passenger. Si bien años después de su estreno fue catalogada como película de culto, la película fue un gran fracaso comercial y ampliamente descalificada por los críticos de la época. Zabriskie Point fue considerada "uno de los desastres más extraordinarios en la historia del cine moderno".

## Argumento
La película comienza con una escena en un formato similar al documental en la que estudiantes blancos y negros discuten acerca de una inminente huelga. Mark (Mark Frechette) dice que "está dispuesto a morir" por la causa, lo que genera fuertes críticas de los estudiantes blancos. Tras un arresto masivo en la protesta, Mark se dirige a la estación de policía con esperanzas de poder sacar de la cárcel, bajo fianza, a su compañero de habitación. Los funcionarios de la prisión le dicen que debe tener paciencia y esperar, pero Mark termina dirigiéndose por sí mismo a la zona de celdas. Una vez allí, les pregunta varias veces sobre la posibilidad de conseguir para su amigo la libertad condicional bajo fianza; al ser rechazada su petición, grita enloquecidamente a los estudiantes encerrados, con lo cual termina siendo arrestado. Difunde su nuevo nombre como Karl Marx, mientras que el oficial a cargo escribe erróneamente "Carl Marx". Una vez libre, Mark y uno de sus amigos obtienen armas de fuego en una armería de Los Ángeles, alegando que las necesitan para "defensa propia" y "proteger a nuestras mujeres".
En un edificio de oficinas de los suburbios de Los Ángeles, el exitoso ejecutivo de bienes raíces Lee Allen (Rod Taylor) revisa un anuncio de televisión de Sunny Dunes, un nuevo proyecto inmobiliario estilo resort que estaba siendo desarrollado en el desierto. En lugar de actores o modelos, el hábilmente producido anuncio contenía maniquíes sonrientes. En la escena siguiente, Allen habla con su socio (G. D. Spradlin) acerca del rápido crecimiento del área metropolitana de Los Ángeles mientras viajan a través del denso tráfico.
Mark se dirige a un sangriento enfrentamiento entre estudiantes y la policía. Algunos estudiantes son dispersados con gas lacrimógeno y al menos uno es herido de bala. Mark agarra un arma de su bota y uno de los agentes recibe un disparo, el cual resulta ser fatal, aunque no queda claro quién efectuó el mismo. Mark escapa del campus y toma un bus hacia Hawthorne donde, luego de un fallido intento de que le fíen un sandwich en un negocio local, roba un pequeño avión y vuela hacia el desierto.
Mientras tanto, Daria (Daria Halprin), "una dulce adolescente fumadora de marihuana, con inclinaciones decentes" está conduciendo por el desierto en un Buick de los años 50 para conocer a su jefe Lee, quien quizás sea también su amante. En el camino, Daria está buscando a un hombre que trabaje con chicos "emocionalmente alterados" de Los Ángeles. Encuentra a los chicos cerca de una hostería en el desierto de Mojave pero ellos la agarran violentamente, intentando abusar sexualmente de ella. Daria logra escapar en su auto. Mientras está llenando el radiador con agua, es vista por Mark desde el aire, quien roza su auto volando a menos de 5 metros de ella, y se ve obligada a tirarse al suelo. Luego, ambos se reúnen en una choza perteneciente a un hombre mayor, donde Mark le pide prestado dinero para comprar combustible para el avión. Luego se dirigen a Zabriskie Point y hacen el amor, mientras las formaciones geológicas del lugar parecen cobrar vida en una gran orgía de arena, elaborada por The Open Theater. Más adelante, un oficial de carretera de California interroga a Daria. Escondido detrás de un baño portátil, Mark apunta y casi dispara al oficial, pero Daria se interpone.
Vuelven al avión robado, lo pintan y decoran con eslóganes sarcásticos y colores psicodélicos. Daria le dice a Mark que le gustaría que viajara con ella y dejara el avión, pero él cree que puede devolverlo sin consecuencias. Vuelve a Los Ángeles y aterriza en el aeropuerto en Hawthorne, mientras la policía y reporteros locales lo esperaban pacientemente. Varios patrulleros lo persiguen en la pista de aterrizaje. En vez de parar completamente, Mark intenta dar la vuelta  por el pasto del costado de la pista y un oficial logra dispararle causándole una muerte instantánea. Pronto Daria se entera desde su auto de la muerte de Mark anunciada en la radio, y se dirige a la casa de su jefe Lee, "un Berchtesgaden del desierto" en lo alto de una roca cerca de Phoenix, donde ve a tres mujeres tomando el sol y charlando en la piscina. Llora afligida por Mark, mientras se sumerge en la cascada arquitectónica de la casa. Lee está inmerso en una reunión de negocios relacionada con el desarrollo de Sunny Dunes, que además de complejo era riesgoso. Durante un descanso, recibe cálidamente a Daria. Tras descender sola las escaleras, halla la habitación que le está reservada, pero en vez de entrar, cierra la puerta y se retira. En el vestíbulo nota que la doncella del servicio es una nativa norteamericana, y sale de la casa sin decir una palabra. Tras alejarse un poco, para el auto y se toma un tiempo para contemplar la casa, imaginándola en llamas y explotando en mil pedazos.

## Reparto
- Mark Frechette: Mark
- Daria Halprin: Daria
- Paul Fix: Dueño de la casa del desierto
- Bill Garaway: Morty
- Kathleen Cleaver: Kathleen
- Rod Taylor: Lee Allen
- G. D. Spradlin: Socio de Lee

Harrison Ford tuvo un papel no acreditado como uno de los estudiantes arrestados en la comisaría de policía de Los Ángeles. James Anthony Looney tuvo otro como uno de los estudiantes en la escena del tiroteo en la biblioteca.

## Producción
Durante la premier de Blowup en 1966, cuyo éxito fue sorpresivo, Antonioni vio un pequeño artículo en el diario hablando de un joven que había robado un avión y fue asesinado mientras intentaba devolverlo, en Phoenix. Antonioni tomó esto como un hilo conductor para el argumento de su próxima película. Luego de escribir varios borradores, contrató al escritor Sam Shepard para escribir el guion. Shepard, Antonioni, el director italiano Franco Rosetti, Tonino Guerra y Clare Peploe (esposa de Bernardo Bertolucci) trabajaron juntos en la filmación.
Ni Mark Frechette ni Daria Halprin tenían experiencia previa en actuación. Muchos de los papeles secundarios fueron interpretados por un reparto profesional, sobre todo Rod Taylor junto con G. D. Spradlin en uno de sus primeros trabajos principales como actores, seguido de varias apariciones en la televisión nacional de los Estados Unidos. Paul Fix, un amigo y profesor de actuación de John Wayne que había aparecido en muchas de las películas de Wayne, interpretó al dueño de la choza del desierto. Kathleen Cleaver, militante del Partido Pantera Negra y esposa de Eldrige Cleaver, aparecieron en la primera escena de la película.
La filmación comenzó en julio de 1968 en Los Ángeles, mayoritariamente en la zona de los suburbios del sur. Los exteriores del art deco Richfield Tower fueron mostrados en algunas escenas poco antes de su demolición en noviembre de ese año. Varias escenas del campus, salvo la escena de la reunión de estudiantes, fueron filmadas en "Contra Costa Community College" en San Pablo, California. La producción luego se mudó cerca de Phoenix y desde ahí al Valle de la muerte.
Los agentes publicitarios anunciaron que Antonioni debería juntar cerca de 10 000 extras para la escena de la orgía de arena, pero esto jamás sucedió. La escena fue filmada con actores cubiertos de arena de The Open Theatre. El Departamento de Justicia de los Estados Unidos investigó si esto podría haber llegado a violar la "Ley Mann" (que prohibía llevar mujeres más allá de los límites estatales para fines sexuales), de todas formas no se filmó sexo y ninguna línea divisoria entre estados fue cruzada en esta parte de la filmación, dado que el Valle de la muerte está en California.
Durante la filmación Antonioni fue citado como criticando a la industria cinematográfica  de Estados Unidos por sostener prácticas financieras derrochadoras, lo que él encontró "casi inmoral" comparado con el estilo italiano, más conservador en términos financieros.

### Música
La banda sonora de Zabriskie Point incluyó música de Pink Floyd, The Youngbloods, The Kaleidoscope, Jerry Garcia, Patti Page, Grateful Dead, Roy Orbison, Rolling Stones y John Fahey.

#### Pistas rechazadas
La canción de Pink Floyd, "Us and Them" (que luego aparecería en The Dark Side Of The Moon) fue escrita para la película en 1969 por Richard Wright, quien al principio la llamó "The Violent Sequence". Antonioni rechazó la canción porque no le parecía igual a "Careful with that Axe, Eugene" y en cambio, se sincronizó y regrabó esta última para la violenta escena final.

## Respuesta de los críticos
Seguida de una prolongada publicidad y controversia en Estados Unidos debido a su producción, Zabriskie Point  fue estrenada en febrero de 1970, casi cuatro años después de que Antonioni hubiera empezado la preproducción y más de un año y medio después de haber empezado la filmación. La película fue atacada por la mayoría de los críticos y otros comentaristas de todo color político, sobre todo por las actuaciones de Frechette y Halprin. Vincent Canby, crítico del New York Times, tildó a la película de ser «un noble impulso artístico, con un corto circuito en tierras extranjeras».